# كريم جال خان أوغلي
كريم جال خان أوغلي (بالعثمانية: كريم چال خان أوغلي) هو لاعب كرة قدم ألماني يلعب لاعِبَ وسطٍ لنادي شالكه. ولد في ألمانيا، وبدأ اللعب مع تركيا على المستوى الدولي للشباب قبل أن ينتقل إلى ألمانيا.